# Moon Geun-young

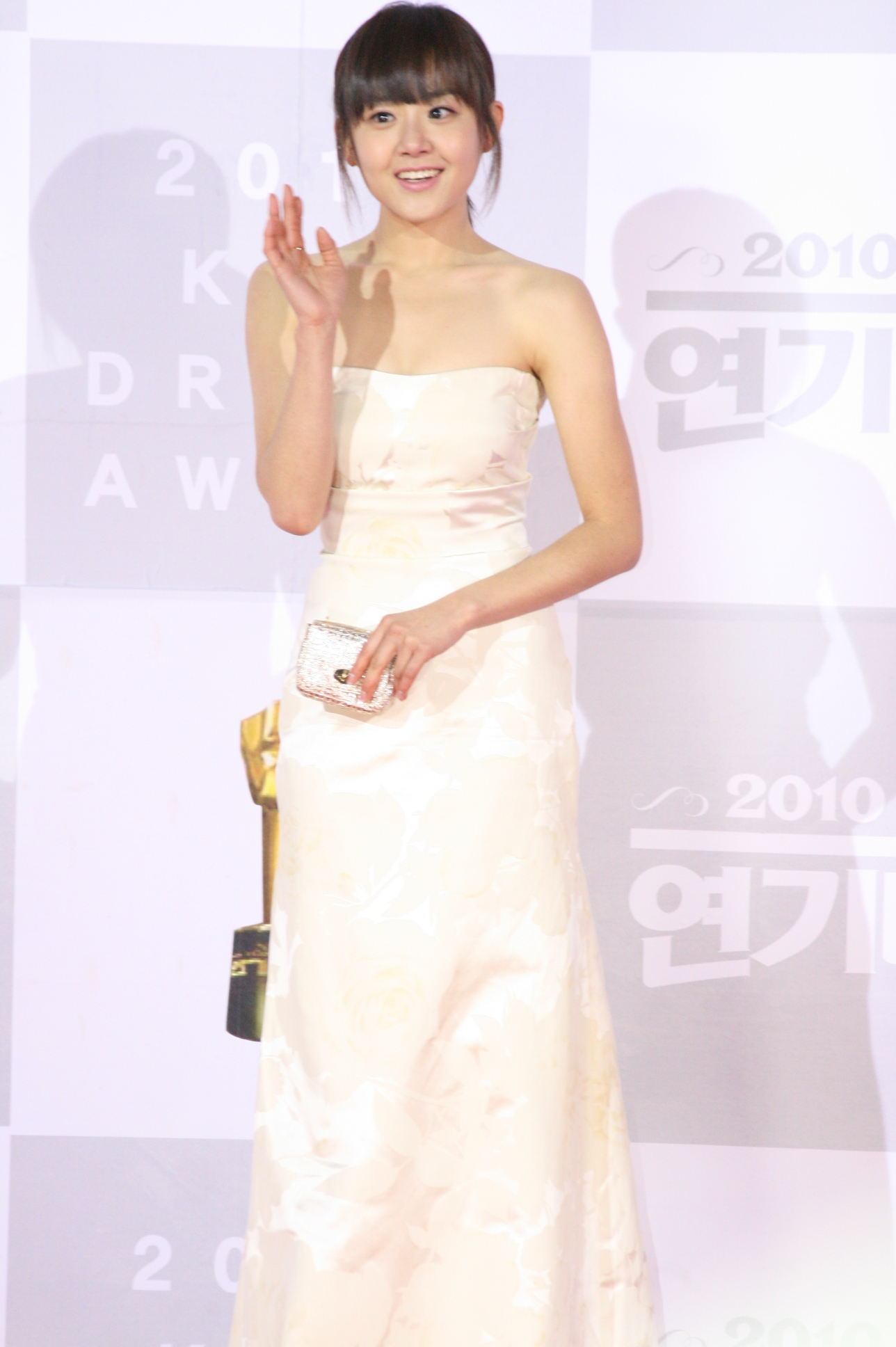
Moon Geun-young (2010)

Moon Geun-young (Gwangju, 6 mei 1987) is een Koreaanse actrice. Sinds 2006 is zij een van de meest populaire actrices van Korea. Zij heeft de bijnaam "Gukmin yeodongsaeng" ('s lands kleine zusje).

## Filmografie
- 1999 길 위에서 (On the Way)
- 2002 연애소설 (Lovers' Concerto) (als Ji-hwan's zus)
- 2003 장화·홍련 (A Tale of Two Sisters) (als Bae Su-yeon)
- 2004 어린 신부 (My Little Bride) (als Suh Boeun)
- 2005 댄서의 순정 (Innocent Steps) (als Jang Chae-ryn)
- 2006 사랑따윈 필요 없어 (Love Me Not) (als Ryu Min)
- 2015 사도 (Sado) (als vrouwe Hyegyeong)